# Kuglački klub Medveščak 1958
Kuglački klub Medveščak 1958 je hrvatski kuglački klub iz Zagreba. 

## Uspjesi
- Svjetski kup / Europski kup prvaka
  - pobjednici: 1975., 1981., 1982., 1984., 1985., 1989., 1994.
  - drugi: 1972., 1993., 1975., 1996.

- Europski kup
  - pobjednici: 1990., 1991., 1992.

- NBC kup
  - drugi: 2014.

- Prva hrvatska kuglačka liga:
  - prvaci: 1992./93., 1993./94., 1994./95., 1995./96., 1996./97., 1997./98.
  - doprvaci: 2011./12., 2015./16.

- prvenstvo Jugoslavije: 
  - prvaci (međunarodni način): 1969., 1971., 1974., 1975., 1976., 1981., 1982., 1984., 1985., 1986., 1987., 1989.
  - prvaci (narodni način): 1963., 1964., 1965., 1966., 1973., 1974., 1978.
  - doprvaci (međunarodni način): 1961., 1963., 1970., 1973.
  - doprvaci (narodni način): 1962., 1970., 1971.

- Prvenstvo SR Hrvatske:
  - prvaci (međunarodni način): 1965., 1967., 1970., 1971., 1975., 1976.,1978., 1979., 1980., 1982., 1983., 1984., 1985., 1986.
  - prvaci (narodni način): 1960., 1962., 1963., 1964., 1970., 1978.

- Kup Jugoslavije
  - pobjednik (međunarodni način): 1961.

## Vanjske poveznice
- kugklmedvescak.t-com.hr, wayback arhiva
- 50. obljetnica KK Medveščak 1958  Arhivirana inačica izvorne stranice od 13. siječnja 2014. (Wayback Machine)
- Povijest KK Medveščak 1958  Arhivirana inačica izvorne stranice od 4. ožujka 2016. (Wayback Machine)